# Augusta Camp 2009〜Extra〜
『Augusta Camp 2009〜Extra〜』は、福耳の2枚目のライブDVDである。2010年3月24日発売。

## 解説
出演者を組み替えて行われた「Augusta Camp 2009〜Extra〜」の東郷湖羽合臨海公園、ナガシマスパーランド、品川ステラボール、さいたまスーパーアリーナでの全4公演のライブ映像を収録。

## 参加アーティスト
- 杏子
- 山崎まさよし
- スガシカオ
- COIL
- 元ちとせ
- スキマスイッチ
  - 大橋卓弥
  - 常田真太郎
- mi-gu
- 秦基博
- 長澤知之
- MICRON' STUFF
- さかいゆう (全公演でNewcomer Actとして出演)

東郷湖羽合臨海公園
- 山崎まさよし、mi-gu、秦基博、元ちとせ (Guest Vocal)、さかいゆう

ナガシマスパーランド
- スガシカオ、元ちとせ、スキマスイッチ、MICRON' STUFF、秦基博 (Acoustic Set)、さかいゆう

品川ステラボール
- 杏子、COIL、長澤知之、MICRON' STUFF、さかいゆう

さいたまスーパーアリーナ
- 杏子、元ちとせ、スキマスイッチ、秦基博、MICRON' STUFF 、さかいゆう

バンドメンバー (さいたまスーパーアリーナ公演)
- 石成正人：Guitar
- 種子田健：Bass
- 村石雅行：Drums
- 大島俊一：Keyboards
- 松本智也：Percussion

## 収録会場
- 東郷湖羽合臨海公園
- ナガシマスパーランド
- 品川ステラボール
- さいたまスーパーアリーナ

## 収録内容

### DISC-1
1. pulling from above / mi-gu
2. Halation / 秦基博 with 名越由貴夫
3. ロンサムライダー / 山崎まさよし with 田川ヒロアキ
4. スローバラード（Original：RCサクセション） / 山崎まさよし+秦基博
5. One more time, One more chance / 山崎まさよし
6. ワダツミの木 / Session
7. 春も嵐も～雨あがりの夜空に（Original：RCサクセション） / Session
8. 晴男 / Session
9. Interview
10. セロリ / Session
11. いつか風になる日 / 元ちとせ
12. 茜ヶ空 / 長澤知之
13. 真夜中のミッドナイト / 長澤知之+スガシカオ
14. 雫 / スキマスイッチ
15. 虹のレシピ / スキマスイッチ+Shige & Bingo（MICRON' STUFF）
16. 朝が来る前に / 秦基博
17. 黄金の月 / スガ シカオ
18. コノユビトマレ / スガシカオ
19. 夜空ノムコウ / Session
20. 午後のパレード / Session
21. Interview
22. 夏はこれからだ! / Session
23. 三日月の誓い / 長澤知之
24. ミュージック / COIL
25. BIRDS / COIL＋山崎まさよし
26. カウンセリング&メンテナンス / COIL＋山崎まさよし+Shige & Bingo（MICRON' STUFF）

### DISC-2
1. イコール ゼロ / 杏子
2. 口いっぱいの愛を / 杏子+岡本定義（COIL）
3. PETER GUNN NO.1（Original：Henry Mancini） / Session
4. イジメテミタイ / Session
5. DANCE BABY DANCE / Session
6. Interview
7. 虹が消えた日 / 秦基博
8. 鱗(うろこ) / 秦基博+常田真太郎（スキマスイッチ）
9. キミ、メグル、ボク / 秦基博+スキマスイッチ
10. step to the NEXT / MICRON' STUFF
11. ロリポップ feat.杏子 / MICRON' STUFF
12. 恵みの雨 / 元ちとせ
13. ストーリー / さかいゆう
14. さだまさよしの"関白宣言"（ビデオメッセージ）
15. BIRDS / 大橋卓弥（スキマスイッチ）+秦基博
16. 星に願いを / Session
17. セロリ / Session
18. 夏はこれからだ! / Session
19. イジメテミタイ / 杏子+秦基博
20. DANCE BABY DANCE / 杏子
21. ゴールデンタイムラバー / スキマスイッチ
22. 惑星タイマー  / Session
23. 星のかけらを探しに行こう Again / Session
24. Interview

## 初回特典内容
トランク型BOX＋デジパック仕様。さらに貴重なセッション・リハーサルの模様を収録した約12分のボーナス映像を収録。